# الانتخابات النيابية والبلدية البحرينية 2002
أجريت الانتخابات النيابية والبلدية في البحرين يوم 24 أكتوبر 2002. وهي الانتخابات النيابية الثانية في تاريخ البلاد والأولى منذ حل مجلس النواب في 1973. وكانت أيضا أول انتخابات نيابية تعقد بموجب دستور عام 2002 حيث شارك 53.2٪ من إجمالي الناخبين.

## الحملة
قاطعت الانتخابات جمعيات جمعية الوفاق الوطني الإسلامية وجمعية العمل الوطني الديمقراطي وجمعية التجمع القومي الديمقراطي وجمعية العمل الإسلامي. زعموا أن دستور 2002 يعطي الكثير من السلطة للمشرعين غير منتخبين في مجلس الشورى وطالبوا بإصلاح الدستور.

## نتائج الانتخابات النيابية

### محافظة العاصمة
| الاسم                 | عدد الأصوات الجولة الأولى | النسبة المئوية الجولة الأولى | عدد الأصوات الجولة الثانية | النسبة المئوية الجولة الثانية |
| --------------------- | ------------------------- | ---------------------------- | -------------------------- | ----------------------------- |
| سعدي محمد عبد الله    | 1125                      | 31.93%                       | 1698                       | 56.17%                        |
| فائزة الزياني         | 324                       | 9.20%                        |                            |                               |
| بدر عبد الملك         | 517                       | 14.67%                       |                            |                               |
| حمد العباسي           | 144                       | 4.09%                        |                            |                               |
| محمد النامليتي        | 138                       | 3.92%                        |                            |                               |
| عادل الدوسري          | 396                       | 11.24%                       |                            |                               |
| عادل العسومي          | 842                       | 23.90%                       | 1325                       | 43.83%                        |
| عبد الرحمن عبد الواحد | 17                        | 0.48%                        |                            |                               |
| صلاح المطوع           | 20                        | 0.57%                        |                            |                               |

| الاسم             | عدد الأصوات الجولة الأولى | النسبة المئوية الجولة الأولى | عدد الأصوات الجولة الثانية | النسبة المئوية الجولة الثانية |
| ----------------- | ------------------------- | ---------------------------- | -------------------------- | ----------------------------- |
| عيسى بن رجب       | 520                       | 23.47%                       | 1131                       | 55.55%                        |
| مصطفى العوضي      | 528                       | 23.83%                       | 905                        | 44.45%                        |
| أحمد الذوادي      | 488                       | 22.02%                       |                            |                               |
| عبد الحميد العريض | 255                       | 11.51%                       |                            |                               |
| حميد عواجي        | 425                       | 19.18%                       |                            |                               |

| الاسم             | عدد الأصوات الجولة الأولى | النسبة المئوية الجولة الأولى | عدد الأصوات الجولة الثانية | النسبة المئوية الجولة الثانية |
| ----------------- | ------------------------- | ---------------------------- | -------------------------- | ----------------------------- |
| إبراهيم يوسف      | 0                         | 100%                         |                            |                               |
| السيد هاشم العلوي | 0                         | 0%                           |                            |                               |
| علي رشدان         | 0                         | 0%                           |                            |                               |

| الاسم             | عدد الأصوات الجولة الأولى | النسبة المئوية الجولة الأولى | عدد الأصوات الجولة الثانية | النسبة المئوية الجولة الثانية |
| ----------------- | ------------------------- | ---------------------------- | -------------------------- | ----------------------------- |
| عبد الهادي مرهون  | 413                       | 43.25%                       | 717                        | 70.99%                        |
| عباس عبد الله     | 120                       | 12.57%                       |                            |                               |
| عبد المحسن بن رجب | 79                        | 8.27%                        |                            |                               |
| خلف حجير          | 65                        | 6.81%                        |                            |                               |
| علي آل عصفور      | 278                       | 29.11%                       | 293                        | 29.01%                        |

| الاسم             | عدد الأصوات الجولة الأولى | النسبة المئوية الجولة الأولى | عدد الأصوات الجولة الثانية | النسبة المئوية الجولة الثانية |
| ----------------- | ------------------------- | ---------------------------- | -------------------------- | ----------------------------- |
| حسن بوخماس        | 742                       | 73.61%                       |                            |                               |
| شهزلان عبد الحسن  | 158                       | 15.67%                       |                            |                               |
| عبد الجليل القلاف | 108                       | 10.71%                       |                            |                               |

| الاسم           | عدد الأصوات الجولة الأولى | النسبة المئوية الجولة الأولى | عدد الأصوات الجولة الثانية | النسبة المئوية الجولة الثانية |
| --------------- | ------------------------- | ---------------------------- | -------------------------- | ----------------------------- |
| أحمد بهزاد      | 1906                      | 86.99%                       |                            |                               |
| إبراهيم الدوسري | 252                       | 11.50%                       |                            |                               |
| أسامة فتح الله  | 33                        | 1.51%                        |                            |                               |

| الاسم                | عدد الأصوات الجولة الأولى | النسبة المئوية الجولة الأولى | عدد الأصوات الجولة الثانية | النسبة المئوية الجولة الثانية |
| -------------------- | ------------------------- | ---------------------------- | -------------------------- | ----------------------------- |
| يوسف الهرمي          | 1263                      | 42.67%                       | 1527                       | 59.81%                        |
| عباس الحوري          | 730                       | 24.66%                       | 1026                       | 40.19%                        |
| زين العابدين المحمود |                           | 0%                           |                            |                               |
| أمل الزياني          | 701                       | 35.10%                       |                            |                               |
| السيد علي محمد       | 266                       | 8.99%                        |                            |                               |

| الاسم              | عدد الأصوات الجولة الأولى | النسبة المئوية الجولة الأولى | عدد الأصوات الجولة الثانية | النسبة المئوية الجولة الثانية |
| ------------------ | ------------------------- | ---------------------------- | -------------------------- | ----------------------------- |
| عبد الله العالي    | 586                       | 40.61%                       | 704                        | 60.27%                        |
| عبد الكريم العالي  | 107                       | 7.42%                        |                            |                               |
| أحمد أبوإدريس      | 309                       | 21.41%                       |                            |                               |
| عبد الإله بردستاني | 441                       | 30.56%                       | 464                        | 39.73%                        |
| زهير بقل           | 0                         | 0%                           |                            |                               |

### محافظة المحرق
| الاسم         | عدد الأصوات الجولة الأولى | النسبة المئوية الجولة الأولى | عدد الأصوات الجولة الثانية | النسبة المئوية الجولة الثانية |
| ------------- | ------------------------- | ---------------------------- | -------------------------- | ----------------------------- |
| عيسى المطوع   | 1165                      | 50.43%                       |                            |                               |
| خليفة المنصور | 1063                      | 46.20%                       |                            |                               |
| حسن البنفلاح  | 37                        | 1.60%                        |                            |                               |
| نبيل العمران  | 45                        | 1.95%                        |                            |                               |

| الاسم            | عدد الأصوات الجولة الأولى | النسبة المئوية الجولة الأولى | عدد الأصوات الجولة الثانية | النسبة المئوية الجولة الثانية |
| ---------------- | ------------------------- | ---------------------------- | -------------------------- | ----------------------------- |
| عبد العزيز المير | 1740                      | 47.61%                       | 1926                       | 58.63%                        |
| محمد الجودر      | 276                       | 7.55%                        |                            |                               |
| إبراهيم بوصندل   | 1147                      | 31.38%                       | 1359                       | 41.37%                        |
| عبد الله المناعي | 466                       | 12.75%                       |                            |                               |
| فؤاد التميمي     | 26                        | 0.71%                        |                            |                               |

| الاسم          | عدد الأصوات الجولة الأولى | النسبة المئوية الجولة الأولى | عدد الأصوات الجولة الثانية | النسبة المئوية الجولة الثانية |
| -------------- | ------------------------- | ---------------------------- | -------------------------- | ----------------------------- |
| علي أحمد       | 1989                      | 67.08%                       |                            |                               |
| عبد الله حسين  | 274                       | 9.24%                        |                            |                               |
| عبد الوهاب حسن | 489                       | 16.49%                       |                            |                               |
| محمد حمادة     | 213                       | 7.18%                        |                            |                               |
| فوزي عاشير     | 0                         | 0%                           |                            |                               |

| الاسم              | عدد الأصوات الجولة الأولى | النسبة المئوية الجولة الأولى | عدد الأصوات الجولة الثانية | النسبة المئوية الجولة الثانية |
| ------------------ | ------------------------- | ---------------------------- | -------------------------- | ----------------------------- |
| عيسى أبوالفتح      | 2340                      | 38.28%                       | 3066                       | 56.98%                        |
| عبد الرحيم الغريب  | 273                       | 4.47%                        |                            |                               |
| عبد اللطيف الرميحي | 1640                      | 26.83%                       | 2315                       | 43.02%                        |
| أحمد البنعلي       | 1341                      | 21.94%                       |                            |                               |
| شوقي المناعي       | 519                       | 8.49%                        |                            |                               |

| الاسم         | عدد الأصوات الجولة الأولى | النسبة المئوية الجولة الأولى | عدد الأصوات الجولة الثانية | النسبة المئوية الجولة الثانية |
| ------------- | ------------------------- | ---------------------------- | -------------------------- | ----------------------------- |
| عادل المعاودة | 2521                      | 65.77%                       |                            |                               |
| فيصل العيناتي | 1258                      | 32.82%                       |                            |                               |
| ظافر الزياني  | 54                        | 1.41%                        |                            |                               |

| الاسم         | عدد الأصوات الجولة الأولى | النسبة المئوية الجولة الأولى | عدد الأصوات الجولة الثانية | النسبة المئوية الجولة الثانية |
| ------------- | ------------------------- | ---------------------------- | -------------------------- | ----------------------------- |
| علي السماهيجي | 570                       | 59.69%                       |                            |                               |
| فاضل عباس     | 385                       | 40.31%                       |                            |                               |
| علي سلطان     | 0                         | 0%                           |                            |                               |
| عباس علي      | 0                         | 0%                           |                            |                               |
| عادل بابا     | 0                         | 0%                           |                            |                               |

| الاسم                 | عدد الأصوات الجولة الأولى | النسبة المئوية الجولة الأولى | عدد الأصوات الجولة الثانية | النسبة المئوية الجولة الثانية |
| --------------------- | ------------------------- | ---------------------------- | -------------------------- | ----------------------------- |
| عثمان الريس           | 1564                      | 24.79%                       | 3010                       | 53.43%                        |
| عادل الذوادي          | 107                       | 1.70%                        |                            |                               |
| عبد الرحمن عبد السلام | 2450                      | 38.83%                       | 2624                       | 46.57%                        |
| عبد الله هاشم         | 887                       | 14.96%                       |                            |                               |
| محمود الشهابي         | 217                       | 3.44%                        |                            |                               |
| عبد الله الحويحي      | 218                       | 3.46%                        |                            |                               |
| أنيسة فخرو            | 866                       | 13.73%                       | 1325                       | 43.83%                        |

| الاسم           | عدد الأصوات الجولة الأولى | النسبة المئوية الجولة الأولى | عدد الأصوات الجولة الثانية | النسبة المئوية الجولة الثانية |
| --------------- | ------------------------- | ---------------------------- | -------------------------- | ----------------------------- |
| غانم البوعينين  | 1786                      | 45.12%                       | 1990                       | 53.75%                        |
| عبد الله السادة | 514                       | 12.99%                       |                            |                               |
| علي المسلم      | 1331                      | 33.63%                       | 1712                       | 46.25%                        |
| أحمد الحوطي     | 327                       | 8.26%                        |                            |                               |

### المحافظة الشمالية
| الاسم          | عدد الأصوات الجولة الأولى | النسبة المئوية الجولة الأولى | عدد الأصوات الجولة الثانية | النسبة المئوية الجولة الثانية |
| -------------- | ------------------------- | ---------------------------- | -------------------------- | ----------------------------- |
| محمد الخياط    | 2299                      | 61.60%                       |                            |                               |
| غنية جواد      | 330                       | 8.84%                        |                            |                               |
| عصام عبد العال | 348                       | 9.32%                        |                            |                               |
| فاطمة الحواج   | 755                       | 20.23%                       |                            |                               |

| الاسم        | عدد الأصوات الجولة الأولى | النسبة المئوية الجولة الأولى | عدد الأصوات الجولة الثانية | النسبة المئوية الجولة الثانية |
| ------------ | ------------------------- | ---------------------------- | -------------------------- | ----------------------------- |
| جاسم الموالي | 636                       | 44.14%                       | 1029                       | 68.69%                        |
| جاسم الشتي   | 97                        | 6.73%                        |                            |                               |
| محمد سعيد    | 41                        | 2.85%                        |                            |                               |
| عدنان جمعة   | 324                       | 22.48%                       | 469                        | 31.13%                        |
| محمد إياد    | 0                         | 0%                           |                            |                               |
| محمد العصفور | 280                       | 19.43%                       |                            |                               |
| محمد جاسم    | 63                        | 4.37%                        |                            |                               |

| الاسم             | عدد الأصوات الجولة الأولى | النسبة المئوية الجولة الأولى | عدد الأصوات الجولة الثانية | النسبة المئوية الجولة الثانية |
| ----------------- | ------------------------- | ---------------------------- | -------------------------- | ----------------------------- |
| سمير الشويخ       | 734                       | 36.57%                       | 1128                       | 58.02%                        |
| ياسر بوخوة        | 103                       | 5.13%                        |                            |                               |
| خليفة أحمد        | 93                        | 4.63%                        |                            |                               |
| عبد الجبار حبيب   | 71                        | 3.54%                        |                            |                               |
| السيد سعيد العلوي | 297                       | 14.80%                       |                            |                               |
| علي العصفور       | 399                       | 19.88%                       | 816                        | 41.98%                        |
| محمد كاظم         | 159                       | 7.92%                        |                            |                               |
| عادل المرزوق      | 151                       | 7.52%                        |                            |                               |

| الاسم             | عدد الأصوات الجولة الأولى | النسبة المئوية الجولة الأولى | عدد الأصوات الجولة الثانية | النسبة المئوية الجولة الثانية |
| ----------------- | ------------------------- | ---------------------------- | -------------------------- | ----------------------------- |
| عبد العزيز الموسى | 634                       | 32.18%                       | 913                        | 50.03%                        |
| عادل الدوسري      | 781                       | 39.64%                       | 912                        | 49.97%                        |
| حسن الدوسري       | 535                       | 27.16%                       |                            |                               |
| عبد الله الدوسري  | 20                        | 1.02%                        |                            |                               |

| الاسم                 | عدد الأصوات الجولة الأولى | النسبة المئوية الجولة الأولى | عدد الأصوات الجولة الثانية | النسبة المئوية الجولة الثانية |
| --------------------- | ------------------------- | ---------------------------- | -------------------------- | ----------------------------- |
| عباس حسن              | 240                       | 20.74%                       | 680                        | 67.53%                        |
| يوسف البوسطة          | 293                       | 25.32%                       | 327                        | 32.47%                        |
| علي آل عمران          | 212                       | 18.32%                       |                            |                               |
| إبراهيم عبد الله[ ؟ ] | 237                       | 20.48%                       |                            |                               |
| حسين علي[ ؟ ]         | 175                       | 15.13%                       |                            |                               |

| الاسم         | عدد الأصوات الجولة الأولى | النسبة المئوية الجولة الأولى | عدد الأصوات الجولة الثانية | النسبة المئوية الجولة الثانية |
| ------------- | ------------------------- | ---------------------------- | -------------------------- | ----------------------------- |
| محمد خالد     | 4129                      | 82.80%                       |                            |                               |
| مبارك الكواري | 275                       | 5.51%                        |                            |                               |
| عيسى خرمي     | 583                       | 11.69%                       |                            |                               |

| الاسم         | عدد الأصوات الجولة الأولى | النسبة المئوية الجولة الأولى | عدد الأصوات الجولة الثانية | النسبة المئوية الجولة الثانية |
| ------------- | ------------------------- | ---------------------------- | -------------------------- | ----------------------------- |
| يوسف زينل     | 1266                      | 39.48%                       | 1405                       | 58.01%                        |
| ثابت الصلوي   | 66                        | 2.06%                        |                            |                               |
| شفيق خلف      | 275                       | 8.57%                        |                            |                               |
| محمد سعد      | 424                       | 13.22%                       |                            |                               |
| نزار البصري   | 485                       | 15.12%                       |                            |                               |
| فوزية الرويعي | 691                       | 21.55%                       | 1017                       | 41.99%                        |

| الاسم           | عدد الأصوات الجولة الأولى | النسبة المئوية الجولة الأولى | عدد الأصوات الجولة الثانية | النسبة المئوية الجولة الثانية |
| --------------- | ------------------------- | ---------------------------- | -------------------------- | ----------------------------- |
| أحمد حاجي       | 2485                      | 53.06%                       |                            |                               |
| عبد الهادي خمدن | 870                       | 18.58%                       |                            |                               |
| حمد النعيمي     | 867                       | 18.51%                       |                            |                               |
| درويش النواخذة  | 337                       | 7.20%                        |                            |                               |
| أحمد علي[ ؟ ]   | 0                         | 0%                           |                            |                               |
| عدنان جمعة      | 124                       | 2.65%                        |                            |                               |

| الاسم             | عدد الأصوات الجولة الأولى | النسبة المئوية الجولة الأولى | عدد الأصوات الجولة الثانية | النسبة المئوية الجولة الثانية |
| ----------------- | ------------------------- | ---------------------------- | -------------------------- | ----------------------------- |
| جاسم عبد العال    | 1358                      | 59.28%                       |                            |                               |
| جعفر آل ضيف       | 419                       | 18.29%                       |                            |                               |
| عبد الحسين آل ضيف | 514                       | 22.44%                       |                            |                               |

### المحافظة الوسطى
| الاسم              | عدد الأصوات الجولة الأولى | النسبة المئوية الجولة الأولى | عدد الأصوات الجولة الثانية | النسبة المئوية الجولة الثانية |
| ------------------ | ------------------------- | ---------------------------- | -------------------------- | ----------------------------- |
| فريد غازي          | 1189                      | 27.48%                       | 1920                       | 60.23%                        |
| عبد الحسن حيدري    | 804                       | 18.59%                       |                            |                               |
| السيد مرزوق العلوي | 292                       | 6.75%                        |                            |                               |
| علي العريبي        | 163                       | 3.77%                        |                            |                               |
| محمد التوبلاني     | 535                       | 12.37%                       |                            |                               |
| عبد الجليل الخنيزي | 55                        | 1.27%                        |                            |                               |
| وليد علي           | 1232                      | 28.48%                       | 1268                       | 39.77%                        |
| عبد الله البستكي   | 56                        | 1.29%                        |                            |                               |

| الاسم           | عدد الأصوات الجولة الأولى | النسبة المئوية الجولة الأولى | عدد الأصوات الجولة الثانية | النسبة المئوية الجولة الثانية |
| --------------- | ------------------------- | ---------------------------- | -------------------------- | ----------------------------- |
| عبد النبي سلمان | 632                       | 22.28%                       | 1327                       | 54.93%                        |
| حسن فخرو        | 192                       | 6.77%                        |                            |                               |
| أحمد السماهيجي  | 477                       | 16.81%                       |                            |                               |
| فائق المنديل    | 347                       | 12.23%                       |                            |                               |
| محمد آل عصفور   | 771                       | 27.18%                       | 1089                       | 45.07%                        |
| يوسف شرفي       | 418                       | 14.73%                       |                            |                               |

| الاسم       | عدد الأصوات الجولة الأولى | النسبة المئوية الجولة الأولى | عدد الأصوات الجولة الثانية | النسبة المئوية الجولة الثانية |
| ----------- | ------------------------- | ---------------------------- | -------------------------- | ----------------------------- |
| جهاد بوكمال | 4230                      | 87.85%                       |                            |                               |
| منصور محمود | 355                       | 7.37%                        |                            |                               |
| مهدي الصائغ | 230                       | 4.78%                        |                            |                               |

| الاسم     | عدد الأصوات الجولة الأولى | النسبة المئوية الجولة الأولى | عدد الأصوات الجولة الثانية | النسبة المئوية الجولة الثانية |
| --------- | ------------------------- | ---------------------------- | -------------------------- | ----------------------------- |
| صلاح علي  | 0                         | 0%                           |                            |                               |
| عيسى مكلي | 0                         | 0%                           |                            |                               |

| الاسم       | عدد الأصوات الجولة الأولى | النسبة المئوية الجولة الأولى | عدد الأصوات الجولة الثانية | النسبة المئوية الجولة الثانية |
| ----------- | ------------------------- | ---------------------------- | -------------------------- | ----------------------------- |
| أحمد حسين   | 1091                      | 66.97%                       |                            |                               |
| علي عباس    | 421                       | 25.84%                       |                            |                               |
| درباس سلمان | 117                       | 7.18%                        |                            |                               |

| الاسم        | عدد الأصوات الجولة الأولى | النسبة المئوية الجولة الأولى | عدد الأصوات الجولة الثانية | النسبة المئوية الجولة الثانية |
| ------------ | ------------------------- | ---------------------------- | -------------------------- | ----------------------------- |
| محمد آل عباس | 573                       | 50.18%                       |                            |                               |
| أحمد العنيسي | 569                       | 49.82%                       |                            |                               |

| الاسم            | عدد الأصوات الجولة الأولى | النسبة المئوية الجولة الأولى | عدد الأصوات الجولة الثانية | النسبة المئوية الجولة الثانية |
| ---------------- | ------------------------- | ---------------------------- | -------------------------- | ----------------------------- |
| علي مطر          | 2669                      | 59.28%                       |                            |                               |
| عبد علي السكران  | 360                       | 8.00%                        |                            |                               |
| ناصر القلاف      | 410                       | 9.11%                        |                            |                               |
| علي محمد         | 592                       | 13.15%                       |                            |                               |
| عبد الله الحمادي | 185                       | 4.11%                        |                            |                               |
| يوسف حامد        | 157                       | 3.49%                        |                            |                               |
| يوسف فتح الله    | 29                        | 0.64%                        |                            |                               |
| محمد جناحي       | 37                        | 0.82%                        |                            |                               |
| أحمد البنخليل    | 45                        | 1%                           |                            |                               |
| مبارك بوزيد      | 18                        | 0.40%                        |                            |                               |

| الاسم            | عدد الأصوات الجولة الأولى | النسبة المئوية الجولة الأولى | عدد الأصوات الجولة الثانية | النسبة المئوية الجولة الثانية |
| ---------------- | ------------------------- | ---------------------------- | -------------------------- | ----------------------------- |
| عبد اللطيف الشيخ | 4003                      | 69.27%                       |                            |                               |
| محمد شيخو        | 58                        | 1%                           |                            |                               |
| عبد الله حويل    | 1645                      | 28.47%                       |                            |                               |
| خليل ناس         | 73                        | 1.26%                        |                            |                               |

| الاسم          | عدد الأصوات الجولة الأولى | النسبة المئوية الجولة الأولى | عدد الأصوات الجولة الثانية | النسبة المئوية الجولة الثانية |
| -------------- | ------------------------- | ---------------------------- | -------------------------- | ----------------------------- |
| خليفة الظهراني | 4237                      | 90.15%                       |                            |                               |
| حمد جاسم       | 463                       | 9.85%                        |                            |                               |

### المحافظة الجنوبية
| الاسم          | عدد الأصوات الجولة الأولى | النسبة المئوية الجولة الأولى | عدد الأصوات الجولة الثانية | النسبة المئوية الجولة الثانية |
| -------------- | ------------------------- | ---------------------------- | -------------------------- | ----------------------------- |
| جاسم السعيدي   | 1367                      | 40.31%                       | 1673                       | 54.57%                        |
| لطيفة القعود   | 1204                      | 35.51%                       | 1393                       | 45.43%                        |
| محمد البوعينين | 474                       | 13.98%                       |                            |                               |
| حسن السبيعي    | 346                       | 10.20%                       |                            |                               |
| فواز آل خليفة  | 0                         | 0%                           |                            |                               |

| الاسم        | عدد الأصوات الجولة الأولى | النسبة المئوية الجولة الأولى | عدد الأصوات الجولة الثانية | النسبة المئوية الجولة الثانية |
| ------------ | ------------------------- | ---------------------------- | -------------------------- | ----------------------------- |
| حمد المهندي  | 942                       | 44.45%                       | 1214                       | 65.06%                        |
| سعد النعيمي  | 419                       | 19.77%                       | 652                        | 34.94%                        |
| عبد الله مطر | 378                       | 17.84%                       |                            |                               |
| سلطان سعد    | 130                       | 6.13%                        |                            |                               |
| راشد الكبيسي | 28                        | 1.32%                        |                            |                               |
| محمد الكعبي  | 174                       | 8.21%                        |                            |                               |
| محمد الذوادي | 48                        | 2.27%                        |                            |                               |

| الاسم        | عدد الأصوات الجولة الأولى | النسبة المئوية الجولة الأولى | عدد الأصوات الجولة الثانية | النسبة المئوية الجولة الثانية |
| ------------ | ------------------------- | ---------------------------- | -------------------------- | ----------------------------- |
| سامي البحيري | 689                       | 37.32%                       | 932                        | 54.47%                        |
| حمد النعيمي  | 745                       | 40.36%                       | 779                        | 45.53%                        |
| رشيد العنزي  | 412                       | 22.32%                       |                            |                               |

| الاسم              | عدد الأصوات الجولة الأولى | النسبة المئوية الجولة الأولى | عدد الأصوات الجولة الثانية | النسبة المئوية الجولة الثانية |
| ------------------ | ------------------------- | ---------------------------- | -------------------------- | ----------------------------- |
| عبد الله الدوسري   | 515                       | 44.28%                       | 699                        | 67.54%                        |
| عيسى الدوسري       | 126                       | 10.83%                       |                            |                               |
| عبد العزيز بوسفر   | 24                        | 2.06%                        |                            |                               |
| عبد الرحمن الذوادي | 141                       | 12.12%                       |                            |                               |
| ناصر الزعبي        | 129                       | 11.09%                       |                            |                               |
| جمال المطوع        | 195                       | 16.77%                       | 336                        | 32.46%                        |
| إبراهيم الدوسري    | 33                        | 2.84%                        |                            |                               |

| الاسم            | عدد الأصوات الجولة الأولى | النسبة المئوية الجولة الأولى | عدد الأصوات الجولة الثانية | النسبة المئوية الجولة الثانية |
| ---------------- | ------------------------- | ---------------------------- | -------------------------- | ----------------------------- |
| محمد الكعبي      | 183                       | 29.52%                       | 327                        | 55.33%                        |
| عطية الرميحي     | 153                       | 24.68%                       |                            |                               |
| عبد الله الفضالة | 177                       | 28.55%                       | 264                        | 44.67%                        |
| أحمد البوعينين   | 107                       | 17.26%                       |                            |                               |

| الاسم        | عدد الأصوات الجولة الأولى | النسبة المئوية الجولة الأولى | عدد الأصوات الجولة الثانية | النسبة المئوية الجولة الثانية |
| ------------ | ------------------------- | ---------------------------- | -------------------------- | ----------------------------- |
| محمد الدوسري | 0                         | 0%                           |                            |                               |

## نتائج الانتخابات البلدية

### محافظة العاصمة
| الاسم              | عدد الأصوات الجولة الأولى | النسبة المئوية الجولة الأولى | عدد الأصوات الجولة الثانية | النسبة المئوية الجولة الثانية |
| ------------------ | ------------------------- | ---------------------------- | -------------------------- | ----------------------------- |
| عبد العزيز الخاجة  |                           | 51.54%                       |                            |                               |
| إبراهيم الزايد     |                           | 4.28%                        |                            |                               |
| أحمد محمد[ ؟ ]     |                           | 28.98%                       |                            |                               |
| حليمة أحمد         |                           | 3.92%                        |                            |                               |
| عبد الرحمن الدوسري |                           | 11.28%                       |                            |                               |

| الاسم             | عدد الأصوات الجولة الأولى | النسبة المئوية الجولة الأولى | عدد الأصوات الجولة الثانية | النسبة المئوية الجولة الثانية |
| ----------------- | ------------------------- | ---------------------------- | -------------------------- | ----------------------------- |
| مجيد ميلاد        |                           | 76.19%                       |                            |                               |
| عبد الجليل السماك |                           | 2.91%                        |                            |                               |
| صفية الحسن        |                           | 4.04%                        |                            |                               |
| علي الخياط        |                           | 1.23%                        |                            |                               |
| فيصل بن رجب       |                           | 6.37%                        |                            |                               |
| يوسف أبوإدريس     |                           | 1.89%                        |                            |                               |
| يوسف هاشم         |                           | 7.37%                        |                            |                               |

| الاسم             | عدد الأصوات الجولة الأولى | النسبة المئوية الجولة الأولى | عدد الأصوات الجولة الثانية | النسبة المئوية الجولة الثانية |
| ----------------- | ------------------------- | ---------------------------- | -------------------------- | ----------------------------- |
| صادق رحمة         |                           | 54.20%                       |                            |                               |
| السيد هاشم العلوي |                           | 8.62%                        |                            |                               |
| رضوان الموسوي     |                           | 26.20%                       |                            |                               |
| محمد النشيط       |                           | 7.42%                        |                            |                               |
| ميرزا العلي       |                           | 3.50%                        |                            |                               |

| الاسم          | عدد الأصوات الجولة الأولى | النسبة المئوية الجولة الأولى | عدد الأصوات الجولة الثانية | النسبة المئوية الجولة الثانية |
| -------------- | ------------------------- | ---------------------------- | -------------------------- | ----------------------------- |
| محمد عبد الله  |                           | 68.40%                       |                            |                               |
| حميد علي       |                           | 15.70%                       |                            |                               |
| رضا الجبل      |                           | 4.60%                        |                            |                               |
| عبد الهادي علي |                           | 9.30%                        |                            |                               |
| محمد المادح    |                           | 1.80%                        |                            |                               |

| الاسم             | عدد الأصوات الجولة الأولى | النسبة المئوية الجولة الأولى | عدد الأصوات الجولة الثانية | النسبة المئوية الجولة الثانية |
| ----------------- | ------------------------- | ---------------------------- | -------------------------- | ----------------------------- |
| طارق محمد         |                           | 49.24%                       |                            | 75.97%                        |
| خليل الزياني      |                           | 26.88%                       |                            | 24.03                         |
| عبد الحكيم البنكي |                           | 19.09%                       |                            |                               |
| عبد العزيز اليحيى |                           | 4.77%                        |                            |                               |

| الاسم | عدد الأصوات الجولة الأولى | النسبة المئوية الجولة الأولى | عدد الأصوات الجولة الثانية | النسبة المئوية الجولة الثانية |
| ----- | ------------------------- | ---------------------------- | -------------------------- | ----------------------------- |

| الاسم            | عدد الأصوات الجولة الأولى | النسبة المئوية الجولة الأولى | عدد الأصوات الجولة الثانية | النسبة المئوية الجولة الثانية |
| ---------------- | ------------------------- | ---------------------------- | -------------------------- | ----------------------------- |
| السيد يوسف هاشم  |                           | 25.50%                       |                            | 75.00%                        |
| حسن بوخماس       |                           | 36.90%                       |                            | 25.00%                        |
| جعفر أكبر        |                           | 9.30%                        |                            |                               |
| حسين اليعقوب     |                           | 25.40%                       |                            |                               |
| شهزلان عبد الحسن |                           | 2.90%                        |                            |                               |
| عزيزة علي        |                           | 0%                           |                            |                               |

| الاسم | عدد الأصوات الجولة الأولى | النسبة المئوية الجولة الأولى | عدد الأصوات الجولة الثانية | النسبة المئوية الجولة الثانية |
| ----- | ------------------------- | ---------------------------- | -------------------------- | ----------------------------- |

| الاسم          | عدد الأصوات الجولة الأولى | النسبة المئوية الجولة الأولى | عدد الأصوات الجولة الثانية | النسبة المئوية الجولة الثانية |
| -------------- | ------------------------- | ---------------------------- | -------------------------- | ----------------------------- |
| سيد جميل كاظم  |                           | 64.67%                       |                            |                               |
| أحمد زينل      |                           | 14.04%                       |                            |                               |
| جميل العويناتي |                           | 1.55%                        |                            |                               |
| حمزة الحواج    |                           | 13.91%                       |                            |                               |
| سعيد محمد      |                           | 4.93%                        |                            |                               |
| فاضل النطعي    |                           | 0.89%                        |                            |                               |

| الاسم | عدد الأصوات الجولة الأولى | النسبة المئوية الجولة الأولى | عدد الأصوات الجولة الثانية | النسبة المئوية الجولة الثانية |
| ----- | ------------------------- | ---------------------------- | -------------------------- | ----------------------------- |

### محافظة المحرق
| الاسم     | عدد الأصوات الجولة الأولى | النسبة المئوية الجولة الأولى | عدد الأصوات الجولة الثانية | النسبة المئوية الجولة الثانية |
| --------- | ------------------------- | ---------------------------- | -------------------------- | ----------------------------- |
| خليفة علي |                           |                              |                            | 51.48%                        |

| الاسم       | عدد الأصوات الجولة الأولى | النسبة المئوية الجولة الأولى | عدد الأصوات الجولة الثانية | النسبة المئوية الجولة الثانية |
| ----------- | ------------------------- | ---------------------------- | -------------------------- | ----------------------------- |
| صلاح الجودر |                           |                              |                            | 51.27%                        |

| الاسم                 | عدد الأصوات الجولة الأولى | النسبة المئوية الجولة الأولى | عدد الأصوات الجولة الثانية | النسبة المئوية الجولة الثانية |
| --------------------- | ------------------------- | ---------------------------- | -------------------------- | ----------------------------- |
| عبد المجيد عبد الرحمن |                           | 70.95%                       |                            |                               |

| الاسم         | عدد الأصوات الجولة الأولى | النسبة المئوية الجولة الأولى | عدد الأصوات الجولة الثانية | النسبة المئوية الجولة الثانية |
| ------------- | ------------------------- | ---------------------------- | -------------------------- | ----------------------------- |
| إبراهيم الدوي |                           |                              |                            | 77.50%                        |

| الاسم | عدد الأصوات الجولة الأولى | النسبة المئوية الجولة الأولى | عدد الأصوات الجولة الثانية | النسبة المئوية الجولة الثانية |
| ----- | ------------------------- | ---------------------------- | -------------------------- | ----------------------------- |

| الاسم       | عدد الأصوات الجولة الأولى | النسبة المئوية الجولة الأولى | عدد الأصوات الجولة الثانية | النسبة المئوية الجولة الثانية |
| ----------- | ------------------------- | ---------------------------- | -------------------------- | ----------------------------- |
| عيسى الماجد |                           |                              |                            | 50.76%                        |

| الاسم      | عدد الأصوات الجولة الأولى | النسبة المئوية الجولة الأولى | عدد الأصوات الجولة الثانية | النسبة المئوية الجولة الثانية |
| ---------- | ------------------------- | ---------------------------- | -------------------------- | ----------------------------- |
| علي المقلة |                           |                              |                            | 60.49%                        |

| الاسم       | عدد الأصوات الجولة الأولى | النسبة المئوية الجولة الأولى | عدد الأصوات الجولة الثانية | النسبة المئوية الجولة الثانية |
| ----------- | ------------------------- | ---------------------------- | -------------------------- | ----------------------------- |
| محمد الوزان |                           |                              |                            | 59.53%                        |

| الاسم     | عدد الأصوات الجولة الأولى | النسبة المئوية الجولة الأولى | عدد الأصوات الجولة الثانية | النسبة المئوية الجولة الثانية |
| --------- | ------------------------- | ---------------------------- | -------------------------- | ----------------------------- |
| سمير خادم |                           |                              |                            | 67.22%                        |

| الاسم        | عدد الأصوات الجولة الأولى | النسبة المئوية الجولة الأولى | عدد الأصوات الجولة الثانية | النسبة المئوية الجولة الثانية |
| ------------ | ------------------------- | ---------------------------- | -------------------------- | ----------------------------- |
| مبارك الجنيد |                           |                              |                            | 70.12%                        |

### المحافظة الشمالية
| الاسم              | عدد الأصوات الجولة الأولى | النسبة المئوية الجولة الأولى | عدد الأصوات الجولة الثانية | النسبة المئوية الجولة الثانية |
| ------------------ | ------------------------- | ---------------------------- | -------------------------- | ----------------------------- |
| مجيد السيد         |                           | 74.96%                       |                            |                               |
| إبراهيم المدهون    |                           |                              |                            |                               |
| السيد هادي هاشم    |                           | 16.32%                       |                            |                               |
| صالح ناصر          |                           |                              |                            |                               |
| عبد الله المولاني  |                           | 4.42%                        |                            |                               |
| عبد المنان البستكي |                           | 0.29%                        |                            |                               |
| فاطمة الأكرم       |                           | 1.64%                        |                            |                               |
| محمد جعفر          |                           | 1.02%                        |                            |                               |

| الاسم          | عدد الأصوات الجولة الأولى | النسبة المئوية الجولة الأولى | عدد الأصوات الجولة الثانية | النسبة المئوية الجولة الثانية |
| -------------- | ------------------------- | ---------------------------- | -------------------------- | ----------------------------- |
| جمعة الأسود    |                           | 88.42%                       |                            |                               |
| عبد النبي أحمد |                           | 11.58%                       |                            |                               |

| الاسم           | عدد الأصوات الجولة الأولى | النسبة المئوية الجولة الأولى | عدد الأصوات الجولة الثانية | النسبة المئوية الجولة الثانية |
| --------------- | ------------------------- | ---------------------------- | -------------------------- | ----------------------------- |
| السيد هاشم كاظم |                           | 78.10%                       |                            |                               |
| فيصل عبد الله   |                           | 4.10%                        |                            |                               |
| ميسان الخميري   |                           | 17.80%                       |                            |                               |

| الاسم             | عدد الأصوات الجولة الأولى | النسبة المئوية الجولة الأولى | عدد الأصوات الجولة الثانية | النسبة المئوية الجولة الثانية |
| ----------------- | ------------------------- | ---------------------------- | -------------------------- | ----------------------------- |
| علوي السيد سعيد   |                           | 56.19%                       |                            |                               |
| السيد علوي الماجد |                           | 3.33%                        |                            |                               |
| رباب الجوكم       |                           | 3.92%                        |                            |                               |
| سمير الشويخ       |                           | 25.00%                       |                            |                               |
| عبد علي العصفور   |                           | 11.50%                       |                            |                               |

| الاسم           | عدد الأصوات الجولة الأولى | النسبة المئوية الجولة الأولى | عدد الأصوات الجولة الثانية | النسبة المئوية الجولة الثانية |
| --------------- | ------------------------- | ---------------------------- | -------------------------- | ----------------------------- |
| عمران حسين      |                           | 54.55%                       |                            |                               |
| أحمد عبد الرحيم |                           | 1.18%                        |                            |                               |
| أحمد الحسن      |                           | 0.62%                        |                            |                               |
| حسين علي[ ؟ ]   |                           | 5.37%                        |                            |                               |
| حسين المهدي     |                           | 8.27%                        |                            |                               |
| صبا العصفور     |                           | 3.01%                        |                            |                               |
| عباس عواجي      |                           | 0.71%                        |                            |                               |
| عبد الرؤوف محمد |                           | 10.23%                       |                            |                               |
| عبد الله علي    |                           | 2.59%                        |                            |                               |
| عبد الواحد طارش |                           | 3.12%                        |                            |                               |
| علي الفردان     |                           | 1.41%                        |                            |                               |
| علي مرهون       |                           | 5.08%                        |                            |                               |
| محمد الهاجر     |                           | 2.70%                        |                            |                               |

| الاسم             | عدد الأصوات الجولة الأولى | النسبة المئوية الجولة الأولى | عدد الأصوات الجولة الثانية | النسبة المئوية الجولة الثانية |
| ----------------- | ------------------------- | ---------------------------- | -------------------------- | ----------------------------- |
| مبارك الدوسري     |                           | 53.77%                       |                            |                               |
| ربيعه السنان      |                           | 15.08%                       |                            |                               |
| سعود الدوسري      |                           | 7.35%                        |                            |                               |
| عبد العزيز الموسى |                           | 23.80%                       |                            |                               |
| حسن الدوسري       |                           |                              |                            |                               |
| إيمان محمد        |                           |                              |                            |                               |

| الاسم             | عدد الأصوات الجولة الأولى | النسبة المئوية الجولة الأولى | عدد الأصوات الجولة الثانية | النسبة المئوية الجولة الثانية |
| ----------------- | ------------------------- | ---------------------------- | -------------------------- | ----------------------------- |
| محمد الفردان      |                           | 39.19%                       |                            | 56%                           |
| إبراهيم سلمان     |                           | 19.77%                       |                            |                               |
| السيد أحمد بشر    |                           |                              |                            |                               |
| سعيد محسن         |                           | 5.59%                        |                            |                               |
| عباس حسن          |                           | 5.85%                        |                            |                               |
| عبد الحسين آل ضيف |                           | 22.95%                       |                            | 44%                           |
| محمد مكي          |                           | 6.64%                        |                            |                               |

| الاسم              | عدد الأصوات الجولة الأولى | النسبة المئوية الجولة الأولى | عدد الأصوات الجولة الثانية | النسبة المئوية الجولة الثانية |
| ------------------ | ------------------------- | ---------------------------- | -------------------------- | ----------------------------- |
| محمد علي           |                           | 55.31%                       |                            |                               |
| حسين رمضان         |                           | 0.38%                        |                            |                               |
| بهية محمد          |                           | 2.46%                        |                            |                               |
| السيد خليل القاهري |                           | 3.27%                        |                            |                               |
| فضيلة جواد         |                           | 0.19%                        |                            |                               |
| عواد الصالح        |                           | 3.49%                        |                            |                               |
| عبد الله الدوسري   |                           | 3.01%                        |                            |                               |
| محمد يوسف[ ؟ ]     |                           | 0.55%                        |                            |                               |
| ماجد الكواري       |                           | 0.57%                        |                            |                               |
| خالد المناصير      |                           |                              |                            |                               |
| يوسف المحميد       |                           | 30.72%                       |                            |                               |
| مريم إسماعيل       |                           | 0.16%                        |                            |                               |

| الاسم           | عدد الأصوات الجولة الأولى | النسبة المئوية الجولة الأولى | عدد الأصوات الجولة الثانية | النسبة المئوية الجولة الثانية |
| --------------- | ------------------------- | ---------------------------- | -------------------------- | ----------------------------- |
| جواد فيروز      |                           | 68.30%                       |                            |                               |
| إبراهيم الياسي  |                           | 0.22%                        |                            |                               |
| أحمد علي[ ؟ ]   |                           | 4.57%                        |                            |                               |
| أحمد الشامي     |                           | 3.15%                        |                            |                               |
| إيمان هاشم      |                           | 0.24%                        |                            |                               |
| جاسم حسن        |                           | 0.24%                        |                            |                               |
| حسين طارش       |                           | 1.37%                        |                            |                               |
| ليلى مسيب       |                           | 3.93%                        |                            |                               |
| محمد رضا        |                           | 1.35%                        |                            |                               |
| محمد بوقيس      |                           | 15.10%                       |                            |                               |
| محمد منصور[ ؟ ] |                           | 1.57%                        |                            |                               |
| سميرة النعيمي   |                           |                              |                            |                               |

### المحافظة الوسطى
| الاسم | عدد الأصوات الجولة الأولى | النسبة المئوية الجولة الأولى | عدد الأصوات الجولة الثانية | النسبة المئوية الجولة الثانية |
| ----- | ------------------------- | ---------------------------- | -------------------------- | ----------------------------- |

| الاسم | عدد الأصوات الجولة الأولى | النسبة المئوية الجولة الأولى | عدد الأصوات الجولة الثانية | النسبة المئوية الجولة الثانية |
| ----- | ------------------------- | ---------------------------- | -------------------------- | ----------------------------- |

| الاسم | عدد الأصوات الجولة الأولى | النسبة المئوية الجولة الأولى | عدد الأصوات الجولة الثانية | النسبة المئوية الجولة الثانية |
| ----- | ------------------------- | ---------------------------- | -------------------------- | ----------------------------- |

| الاسم | عدد الأصوات الجولة الأولى | النسبة المئوية الجولة الأولى | عدد الأصوات الجولة الثانية | النسبة المئوية الجولة الثانية |
| ----- | ------------------------- | ---------------------------- | -------------------------- | ----------------------------- |

| الاسم | عدد الأصوات الجولة الأولى | النسبة المئوية الجولة الأولى | عدد الأصوات الجولة الثانية | النسبة المئوية الجولة الثانية |
| ----- | ------------------------- | ---------------------------- | -------------------------- | ----------------------------- |

| الاسم | عدد الأصوات الجولة الأولى | النسبة المئوية الجولة الأولى | عدد الأصوات الجولة الثانية | النسبة المئوية الجولة الثانية |
| ----- | ------------------------- | ---------------------------- | -------------------------- | ----------------------------- |

| الاسم | عدد الأصوات الجولة الأولى | النسبة المئوية الجولة الأولى | عدد الأصوات الجولة الثانية | النسبة المئوية الجولة الثانية |
| ----- | ------------------------- | ---------------------------- | -------------------------- | ----------------------------- |

| الاسم | عدد الأصوات الجولة الأولى | النسبة المئوية الجولة الأولى | عدد الأصوات الجولة الثانية | النسبة المئوية الجولة الثانية |
| ----- | ------------------------- | ---------------------------- | -------------------------- | ----------------------------- |

| الاسم           | عدد الأصوات الجولة الأولى | النسبة المئوية الجولة الأولى | عدد الأصوات الجولة الثانية | النسبة المئوية الجولة الثانية |
| --------------- | ------------------------- | ---------------------------- | -------------------------- | ----------------------------- |
| وليد هجرس       |                           | 42.30%                       |                            | 55.13%                        |
| ارحمة الذوادي   |                           | 1.44%                        |                            |                               |
| جمانة عواضة     |                           | 2.36%                        |                            |                               |
| خالد المهزع     |                           | 8.44%                        |                            |                               |
| سعد العباد      |                           | 1.23%                        |                            |                               |
| عادل الجناحي    |                           | 4.42%                        |                            |                               |
| عبد الله بونجمة |                           |                              |                            |                               |
| عيسى بوبشيت     |                           | 0.72%                        |                            |                               |
| ماجد الغتم      |                           | 0.97%                        |                            |                               |
| مبارك الرويعي   |                           | 2.36%                        |                            |                               |
| محمد مخيمر      |                           | 6.84%                        |                            |                               |
| يوسف الدوسري    |                           | 1.18%                        |                            |                               |
| يوسف الجاسم     |                           | 27.60%                       |                            | 44.87%                        |

| الاسم           | عدد الأصوات الجولة الأولى | النسبة المئوية الجولة الأولى | عدد الأصوات الجولة الثانية | النسبة المئوية الجولة الثانية |
| --------------- | ------------------------- | ---------------------------- | -------------------------- | ----------------------------- |
| إبراهيم فخرو    |                           | 38.55%                       |                            | 56.13%                        |
| إبراهيم الفاضل  |                           | 7.02%                        |                            |                               |
| أحمد محمود      |                           | 2.14%                        |                            |                               |
| حمد جاسم        |                           | 1.98%                        |                            |                               |
| سعد طرار        |                           | 3.13%                        |                            |                               |
| سعد النعيمي     |                           | 20.31%                       |                            | 43.87%                        |
| عبد الله بوقمبر |                           | 1.91%                        |                            |                               |
| عفاف الحمر      |                           | 12.37%                       |                            |                               |
| ليلى دوهراب     |                           | 1.22%                        |                            |                               |
| محمد البلوشي    |                           | 3.51%                        |                            |                               |
| مكية عيد        |                           | 3.66%                        |                            |                               |
| ياسين صالح      |                           | 4.20%                        |                            |                               |

### المحافظة الجنوبية
| الاسم            | عدد الأصوات الجولة الأولى | النسبة المئوية الجولة الأولى | عدد الأصوات الجولة الثانية | النسبة المئوية الجولة الثانية |
| ---------------- | ------------------------- | ---------------------------- | -------------------------- | ----------------------------- |
| خالد البوعينين   |                           | 39.98%                       |                            | 62.19%                        |
| جاسم السعيدي     |                           | 30.26%                       |                            | 37.81%                        |
| خليفة الغتم      |                           | 6.61%                        |                            |                               |
| عبد الله الفضالة |                           | 23.15%                       |                            |                               |

| الاسم       | عدد الأصوات الجولة الأولى | النسبة المئوية الجولة الأولى | عدد الأصوات الجولة الثانية | النسبة المئوية الجولة الثانية |
| ----------- | ------------------------- | ---------------------------- | -------------------------- | ----------------------------- |
| خالد العاثم |                           | 64.40%                       |                            |                               |
| أمل شريدة   |                           | 6.40%                        |                            |                               |
| خليفة ربعي  |                           | 21.20%                       |                            |                               |
| عيسى صخير   |                           | 8.10%                        |                            |                               |

| الاسم        | عدد الأصوات الجولة الأولى | النسبة المئوية الجولة الأولى | عدد الأصوات الجولة الثانية | النسبة المئوية الجولة الثانية |
| ------------ | ------------------------- | ---------------------------- | -------------------------- | ----------------------------- |
| علي المهندي  |                           | 62.65%                       |                            |                               |
| خالد سبت     |                           | 35.10%                       |                            |                               |
| عيسى جاسم    |                           | 0.82%                        |                            |                               |
| ماجد النعيمي |                           | 3.46%                        |                            |                               |

| الاسم             | عدد الأصوات الجولة الأولى | النسبة المئوية الجولة الأولى | عدد الأصوات الجولة الثانية | النسبة المئوية الجولة الثانية |
| ----------------- | ------------------------- | ---------------------------- | -------------------------- | ----------------------------- |
| حمد النعيمي       |                           | 34.60%                       |                            | 50.90%                        |
| عبد الرحمن بوبشيت |                           | 24.50%                       |                            | 49.10%                        |
| أحمد المطوع       |                           | 4.20%                        |                            |                               |
| جاسم الكعبي       |                           | 13.90%                       |                            |                               |
| جبر النعيمي       |                           | 3.20%                        |                            |                               |
| عادل الرويعي      |                           | 11.50%                       |                            |                               |
| ماجد الأمين       |                           | 7.80%                        |                            |                               |

| الاسم          | عدد الأصوات الجولة الأولى | النسبة المئوية الجولة الأولى | عدد الأصوات الجولة الثانية | النسبة المئوية الجولة الثانية |
| -------------- | ------------------------- | ---------------------------- | -------------------------- | ----------------------------- |
| خالد آل بوفلاح |                           | 100%                         |                            |                               |

| الاسم     | عدد الأصوات الجولة الأولى | النسبة المئوية الجولة الأولى | عدد الأصوات الجولة الثانية | النسبة المئوية الجولة الثانية |
| --------- | ------------------------- | ---------------------------- | -------------------------- | ----------------------------- |
| عادل حسين |                           | 69.70%                       |                            |                               |
| علي السبه |                           | 30.30%                       |                            |                               |

| الاسم          | عدد الأصوات الجولة الأولى | النسبة المئوية الجولة الأولى | عدد الأصوات الجولة الثانية | النسبة المئوية الجولة الثانية |
| -------------- | ------------------------- | ---------------------------- | -------------------------- | ----------------------------- |
| خالد البوعينين |                           | 58.24%                       |                            |                               |
| غانم الكعبي    |                           | 41.76%                       |                            |                               |

| الاسم        | عدد الأصوات الجولة الأولى | النسبة المئوية الجولة الأولى | عدد الأصوات الجولة الثانية | النسبة المئوية الجولة الثانية |
| ------------ | ------------------------- | ---------------------------- | -------------------------- | ----------------------------- |
| حمد الفضالة  |                           | 60.00%                       |                            |                               |
| خالد الرميحي |                           | 10.00%                       |                            |                               |
| محمد الرميحي |                           | 30.00%                       |                            |                               |

| الاسم              | عدد الأصوات الجولة الأولى | النسبة المئوية الجولة الأولى | عدد الأصوات الجولة الثانية | النسبة المئوية الجولة الثانية |
| ------------------ | ------------------------- | ---------------------------- | -------------------------- | ----------------------------- |
| يوسف الدوسري       |                           | 49.60%                       |                            | 62.60%                        |
| يوسف تنيب          |                           | 31.20%                       |                            | 37.40%                        |
| عبد الرزاق الصديقي |                           | 19.20%                       |                            |                               |
| عبد الله الدوسري   |                           |                              |                            |                               |

| الاسم         | عدد الأصوات الجولة الأولى | النسبة المئوية الجولة الأولى | عدد الأصوات الجولة الثانية | النسبة المئوية الجولة الثانية |
| ------------- | ------------------------- | ---------------------------- | -------------------------- | ----------------------------- |
| مبارك الدوسري |                           | 100%                         |                            |                               |